# 112 (numer alarmowy)
Treść tego artykułu należy opracować w taki sposób, aby nie uwypuklała nadmiernie polskiej specyfiki / aby nie zawężała się tylko do polskich warunków
 Po wyeliminowaniu niedoskonałości należy usunąć szablon {{Dopracować}} z tego artykułu.

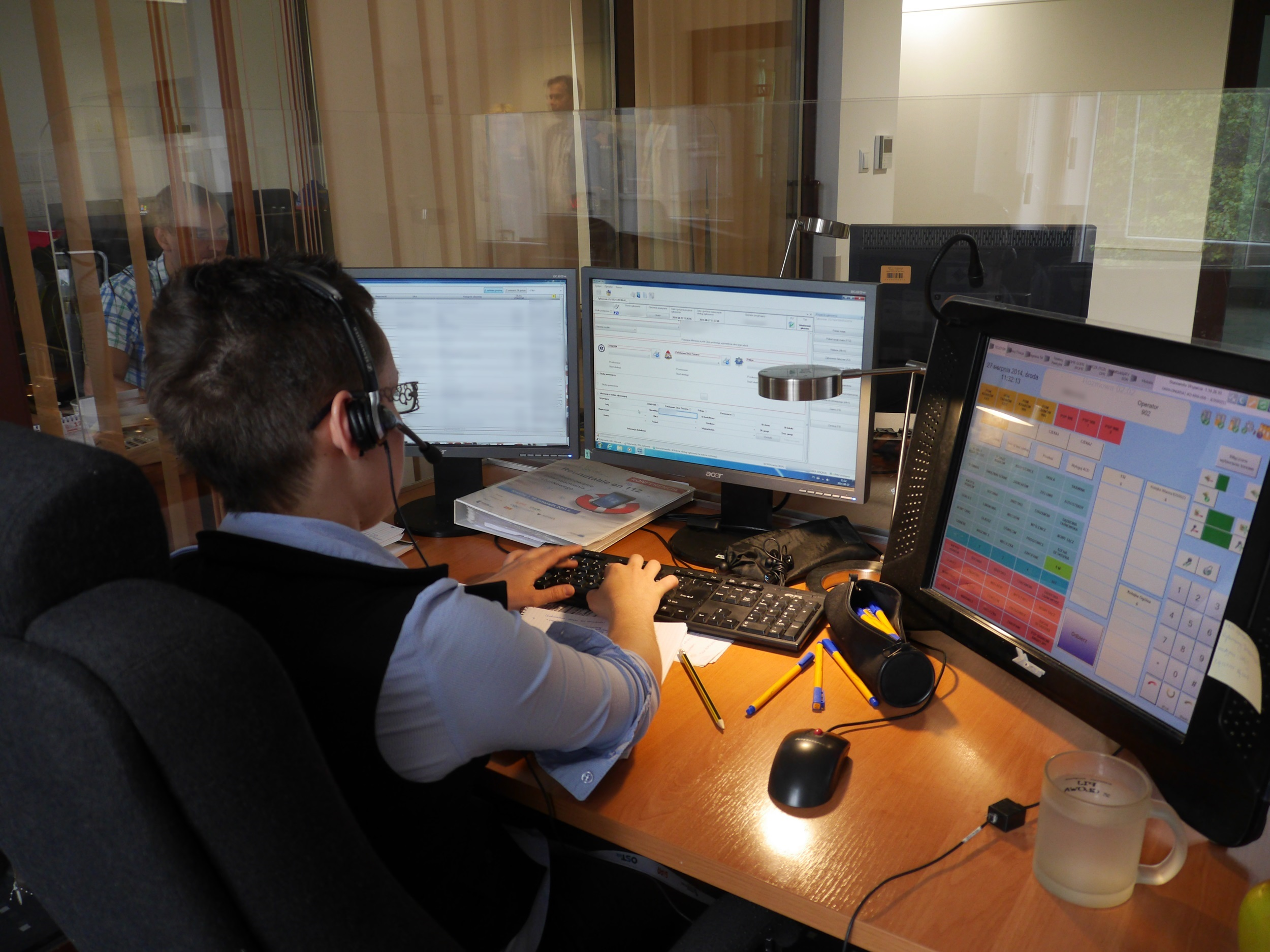
Operator numerów alarmowych, odbierający zgłoszenie w centrum powiadamiania ratunkowego w Krakowie

Numer alarmowy 112

112 – jednolity ogólnoeuropejski numer alarmowy używany w sieci telefonów stacjonarnych w Unii Europejskiej, jak również w sieci GSM (telefonów komórkowych) na całym świecie. Został wprowadzony w 1991 i został uregulowany dyrektywą Parlamentu Europejskiego i Rady 2002/22/WE z dnia 7 marca 2002 r. w sprawie usługi powszechnej i praw użytkowników odnoszących się do sieci i usług łączności elektronicznej, w skrócie – dyrektywą o usłudze powszechnej.
Wybranie numeru 112 nie wymaga odblokowania klawiatury telefonu komórkowego. Ponadto w niektórych państwach numer 112 można wybrać w telefonie bez karty SIM.
W 2020 Komisja Europejska opublikowała sprawozdanie na temat skuteczności wdrażania jednolitego europejskiego numeru alarmowego 112, w którym m.in. przedstawiła dane na temat odsetka wywołań za pomocą tego numeru w państwach członkowskich, Islandii i Norwegii.

## Numer 112 w Polsce
Wybranie numeru 112 z jakiegokolwiek telefonu (stacjonarny, komórkowy, niektórzy operatorzy VoIP) spowoduje połączenie z centrum powiadamiania ratunkowego (CPR). Operator 112 może, w miarę potrzeby, przyjąć zdarzenie i przekazać je za pomocą systemu teleinformatycznego do jednostki Państwowej Straży Pożarnej, Policji lub Państwowego Ratownictwa Medycznego.
Numer 112 współdziała z systemem lokalizacji, a po pracach udoskonalenia systemu lokalizacji (platforma lokalizacyjno-informacyjna wraz z centralną bazą danych) w 2010 roku powstał system centrów powiadamiania ratunkowego.

### Inne numery alarmowe
Zachowane zostały telefony alarmowe służb – 997 (przekierowany na 112), 998 (przekierowany na 112) i 999.
- 112 – centrum powiadamiania ratunkowego (jednolity ogólnoeuropejski numer alarmowy),
- 999 – Państwowe Ratownictwo Medyczne,
- 998 – centrum powiadamiania ratunkowego (do 2021 roku Państwowa Straż Pożarna),
- 997 – centrum powiadamiania ratunkowego (do 2018 roku Policja),
- 996 – Centrum Antyterrorystyczne[3],
- 995 – Komenda Główna Policji – system Child Alert[4],
- 994 – pogotowie wodno-kanalizacyjne,
- 993 – pogotowie ciepłownicze,
- 992 – pogotowie gazowe,
- 991 – pogotowie energetyczne,
- 989 – telefoniczna informacja Narodowego Funduszu Zdrowia (obecnie Narodowego Programu Szczepień przeciw COVID-19),
- 988 – telefon zaufania,
- 987 – centrum zarządzania kryzysowego,
- 986 – straż miejska (nie we wszystkich miastach),
- 985 – MOPR, WOPR, GOPR i TOPR,
- 984 – pogotowie rzeczne,
- 983 – pogotowie weterynaryjne,
- 982 – pogotowie dźwigowe,
- 981 – pogotowie drogowe.

Inne numery do służb powołanych lokalnie do niesienia pomocy, pełniące funkcję numerów alarmowych:
- 19 282 – pogotowie dźwigowe,
- 19 285 – pogotowie komunikacji miejskiej,
- 19 633 – pogotowie drogowe dla miasta Warszawa,
- 601 100 100 – numer ratunkowy nad wodą (MOPR i WOPR),
- 601 100 300 – numer ratunkowy w górach (GOPR i TOPR).

## Wdrożenie w innych krajach
Poniżej znajduje się lista krajów, w których wdrożono wykorzystanie numeru 112 do połączeń alarmowych:

- Andora
- Austria (jednocześnie dostępne numery: 144 – pogotowie ratunkowe, 133 – policja i 122 – straż pożarna)
- Białoruś
- Belgia (jednocześnie dostępne numery: 103 – pogotowie ratunkowe, 102 – policja i 101 – straż pożarna)
- Bułgaria (jednocześnie dostępne numery: 150 – pogotowie ratunkowe, 166 – policja i 160 – straż pożarna)
- Chorwacja
- Cypr
- Czarnogóra
- Czechy (jednocześnie dostępne numery: 155 – pogotowie ratunkowe, 158 – policja i 150 – straż pożarna)
- Dania (włączając  Grenlandia,  Wyspy Owcze)
- Egipt
- Estonia
- Finlandia (włączając  Wyspy Alandzkie)
- Francja (jednocześnie dostępne numery: 15 – pogotowie ratunkowe, 17 – policja i 18 – straż pożarna)
- Gibraltar
- Grecja
- Hiszpania
- Holandia (numer 0900-8844 pozwala na połączenie z najbliższym komisariatem) Telefon alarmowy docelowo do Amsterdamu: 003120 559 8844[5]
- Hongkong (tylko na obszarach górzystych, przekierowanie na numer alarmowy 999)
- Indie
- Irlandia (jednocześnie dostępny numer 999)
- Islandia
- Izrael
- Kazachstan
- Kolumbia
- Korea Południowa
- Kuwejt
- Liban
- Liechtenstein
- Litwa
- Luksemburg
- Łotwa
- Macedonia Północna
- Malta
- Monako
- Niemcy
- Nowa Zelandia (przekierowanie na numer 111)
- Norwegia (tylko policja; straż pożarna dostępna pod numerem 110, pogotowie ratunkowe pod 113; 02800 pozwala na połączenie z najbliższym komisariatem)
- Polska (jednocześnie dostępne numery: 999 – Państwowe Ratownictwo Medyczne, 997 – centrum powiadamiania ratunkowego (do 2018 roku Policja), 998 – centrum powiadamiania ratunkowego (do 2021 roku Państwowa Straż Pożarna) i inne)
- Portugalia
- Południowa Afryka
- Rumunia
- Rosja
- Rwanda
- San Marino
- Serbia
- Słowacja (jednocześnie dostępne numery: 155 – pogotowie ratunkowe, 158 – policja i 150 – straż pożarna)
- Słowenia (jednocześnie dostępny numer 113 – policja)
- Szwecja
- Szwajcaria
- Turcja
- Ukraina (projekt pilotażowy został uruchomiony w Charkowie i Lwowie; Kijów i Donieck miały zostać pokryte w roku 2010, a cały kraj – do 2012 roku)[6]
- Vanuatu
- Wielka Brytania (jednocześnie dostępny numer 999)
- Watykan
- Węgry
- Włochy
- Zimbabwe
- Zjednoczone Emiraty Arabskie

## Dzień numeru 112
Komisja Europejska zachęca, by każdego roku 11 lutego (11/2) poprzez przeróżne działania skierowane do swych mieszkańców przypominać o 112 wspólnym dla wszystkich numerze alarmowym. Taką działalność rozpoczęła Finlandia w roku 1997, a w roku 2009 już siedem państw wzięło udział w informacyjno-popularyzacyjnej kampanii prowadzonej 11 lutego.